# Stora Tvärgölen
Stora Tvärgölen är en sjö i Vaggeryds kommun i Småland och ingår i Lagans huvudavrinningsområde.